# Mohammadreza Geraei
Mohammadreza Geraei (persisch محمدرضا گرایی; * 25. Juli 1996 in Schiras) ist ein iranischer Ringer.

## Karriere
Geraei gewann 2018 bei den Asienspielen die Bronzemedaille im griechisch-römischen Leichtgewicht. Im Jahr darauf sicherte er sich den Titel bei den Asienmeisterschaften im Halbweltergewicht und wurde zudem U23-Weltmeister.
Seinen internationalen Durchbruch feierte er mit dem Gewinn der Goldmedaille im Leichtgewicht bei den auf 2021 verschobenen Olympischen Spielen in Tokio. Im selben Jahr wurde er Weltmeister, 2022 Vizeweltmeister und 2023 holte er Bronze – jeweils in derselben Gewichtsklasse.
Geraei studierte Sportpädagogik. Sein älterer Bruder Mohammadali Geraei ist ebenfalls ein erfolgreicher Ringer und unter anderem Weltmeister.